# Kornelia Ender
Kornelia Ender, coniugata Matthes e, successivamente, Grummt (Plauen, 25 ottobre 1958), è un'ex nuotatrice tedesca. Kornelia Ender fu la prima donna a vincere 4 medaglie d'oro in una singola edizione dei giochi olimpici (Montréal 1976), tutte con record del mondo.

## Biografia

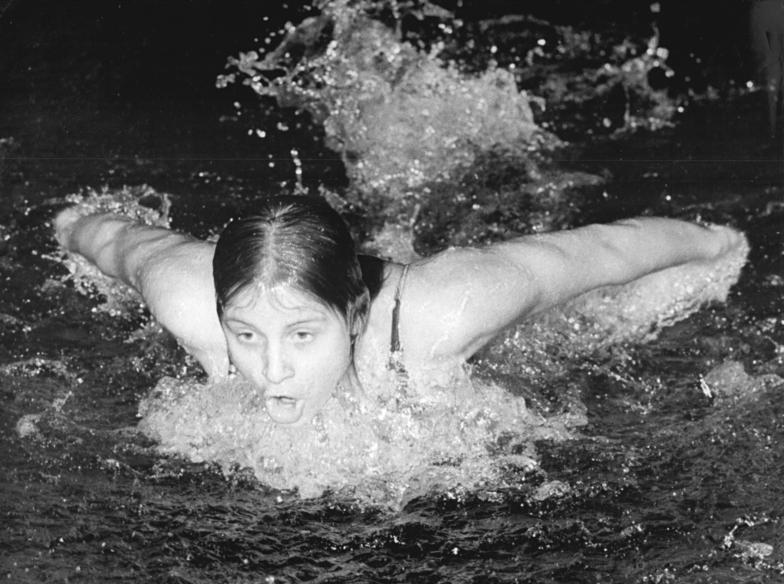
Ender in acqua nel 1972

Cominciò ad allenarsi fin da giovane, e all'età di 13 anni vinse le sue prime tre medaglie olimpiche: all'Olimpiade di Monaco 1972 conquistò infatti tre argenti. A partire dall'aprile 1973, ai Campionati nazionali di Berlino Est, e fino al 1976, Ender stabilì 23 record mondiali, inclusi i quattro ai giochi di Montréal. Inoltre è stata la prima donna al mondo a scendere sotto i due minuti (1'59"26) nei 200 m sl. Nel 1981 venne inserita nella International Swimming Hall of Fame.
Fu poi dimostrato che i medici della squadra della Germania Est avevano somministrato sistematicamente steroidi ai loro atleti, sebbene all'insaputa degli atleti stessi; essendo Ender un'atleta di quella nazionale, persistono dubbi sulla validità dei suoi risultati. La Ender si distinse perché subito dopo le Olimpiadi di Montréal si rifiutò di prendere pillole Turinabol (le pillole blu) e fu radiata dalla squadra nazionale.

### Vita privata
Ender fu sposata per quattro anni con il famoso dorsista tedesco e pluricampione olimpico Roland Matthes. Successivamente si sposò dopo qualche anno con un altro ex atleta della Germania Est, Steffen Grummt. Kornelia Ender oggi vive con la sua nuova famiglia a Schornsheim, a pochi chilometri da Magonza. Diventata una fisioterapista, fu molto critica nei confronti dell'organizzazione sportiva della Repubblica Democratica Tedesca.